# Rastede
Rastede là một đô thị ở huyện Ammerland district, trong bang Niedersachsen, nước Đức. Đô thị Rastede có diện tích 123 km². Rastede có cự ly khoảng 12 km về phía bắc của Oldenburg. Đây là nơi có Schloss Rastede.